# Пичугин, Вячеслав Алексеевич
Вячеслав Алексеевич Пичугин (род. 3 марта 1935, Курган, Челябинская область) — советский и российский художник. Заслуженный художник Российской Федерации.

## Биография
Вячеслав Алексеевич Пичугин родился 3 марта 1935 года в семье железнодорожника в городе Кургане Курганского района Челябинской области, ныне город — административный центр Курганской области.
В 1952—1957 годах учился в Свердловском художественном училище.
С 1957 года работал в Кургане руководителем изостудии во Дворце пионеров и вёл факультативные курсы в Курганском государственном педагогическом институте.
С 1959 года участвует в городских, областных, зональных, республиканских, всероссийских выставках.
В 1964 году по эскизу Пичугина (на конкурсной основе) и при его участии был выполнен ковёр на Канашинской фабрике для подарка от Курганской области Н. С. Хрущёву к его 70-летию. Ковер был большой — два на три метра, на нём изображён зауральский пейзаж с полями, облаками. На изготовление ушло 2 месяца.
В 1970 году принят в члены Союза художников СССР, после распада СССР — Союз художников России.
В 1980—1982 годах — член правления Курганской организации Союза художников РСФСР, председатель художественного совета.
В 1984—1986 годах — председатель правления Курганской организации Союза художников РСФСР.
В 1985—1986 годах — член зонального выставочного комитета VII зональной выставки «Урал социалистический».
Вячеслав Алексеевич один из первых профессиональных художников в Кургане, стоял у истоков областной организации СХ России, был членом художественного совета и председателем организации, председателем ревизионной комиссии, членом зонального выставкома, членом закупочной комиссии комитета по культуре и искусству, в настоящее время является почетным членом правления областной организации СХ России.

## Творчество
Художник хорошо известен в России как замечательный мастер пейзажа и натюрморта. Его работы экспонировались более чем на 150 выставках в Кургане, Москве, городах Урала и Сибири, в Италии, Франции, США. Наиболее полно творчество В. А. Пичугина было представлено на юбилейных персональных выставках в 1985,1995, 2000,2005, 2011, 2015 годах.
Классикой зауральской живописи стали такие натюрморты, как «Хризантемы», «Голубая ваза», «Голоса памяти», «Рыбы», «Фрукты», пейзажи «Ночной Курган», «Отчий дом», «Дворик моего детства», и другие. «Натюрморт с креветками» после республиканской выставки 1973 года опубликован в альбоме лучших советских натюрмортов.
В собрании Курганского областного художественного музея хранится более 40 произведений художника. В постоянной экспозиции КОХМ лучшие живописные работы Вячеслава Алексеевича занимают почетное место рядом с классиками отечественного искусства. Кроме того, работы В. А. Пичугина хранятся в следующих художественных собраниях: Екатеринбургском музее изобразительных искусств, Тобольском государственном историко-архитектурном музее-заповеднике, Тюменском музее изобразительных искусств, Челябинской областной картинной галерее, Музее Бергстром-Малер (штат Висконсин, США). Работы художника также находятся в частных собраниях России, Англии, Германии, Швейцарии, Югославии, США, Японии и др. странах.
Вячеслав Алексеевич — мастер пейзажа и натюрморта. Художнику присущи яркость красок, индивидуальный стиль, навеянный романтизмом и свободой. Осмысление мира, как чуда, искренность, открытость делают картины привлекательными для зрителя.
Неоднократно совершал творческие поездки: в Латвию (1965), в Среднюю Азию (1966), на Северный Кавказ (1966), на творческую дачу «Горячий Ключ» (1968, 1974, 1981), на творческую «Академическую дачу» (1970), на Байкал (1972), в Башкирию (1974, 2004), во Владимир и Суздаль (1976), в Крым (1982, 1985, 1989, 2007).
В 2003—2004 годах в составе группы курганских художников совершил творческие поездки по Золотому кольцу Зауралья: Шадринск, Батурино, Чимеево. Создал произведения, посвящённые храмам и природе родного края.

## Выставки
- Курганская городская выставка детского рисунка. Первое место, работа — портрет И.В. Сталина[4].
- 1973 г. — республиканская выставка «Натюрморт» (Москва).
- 1985, 1995, 2005, 2011, 2015 г. — персональные юбилейные выставки в Курганском областном художественном музее.
- 2001 г. — персональная выставка в Курганском фонде культуры.
- 2004 г. — персональная выставка «Курган далекий и близкий», музей Бергстром — Малер, город Аплтон (Эпплтон), штат Висконсин, США[5].
- 2006 г. — участие во II-ом Всероссийском художественном фестивале «Арт — Тобольск»
- 2007 г. — участие в международной выставке натюрморта «Richeson 75: Still Life», штат Висконсин, США.
- 2008 г. — персональная выставка «Delind Gallery», город Милуоки, штат Висконсин, США.
- 2011 г. — персональная выставка «Alex Gallery», город Вашингтон, округ Колумбия, США.

## Награды и звания
- Звание Заслуженный художник Российской Федерации, 22 ноября 1999 года[6].
- Медаль «Ветеран труда»
- Золотая медаль имени В. И. Сурикова, Союз художников России
- Золотая медаль Межрегиональной художественной выставки «Урал XI»
- Лауреат Курганской областной премии в области культуры и искусства, 1995 год.
- Поощрительная премия администрации города Кургана «Признание»
- Дипломы выставок

## Семья
- Отец — Алексей Иванович Пичугин (1910—1993 гг.), работал маневровым машинистом на заводе «Кургансельмаш»
- Мать — Таисья Трофимовна Пичугина (1911—2001 гг.)
  - Брат — Анатолий Алексеевич Пичугин (1930—?)[7]
- Жена — Любовь Михайловна Пичугина, директор Курганской областной юношеской библиотеки (г. Курган)
  - Сын — Игорь Вячеславович Пичугин
  - Дочь — Екатерина Вячеславовна Пичугина